# فرودگاه صحرایی دیویدسن
فرودگاه صحرایی دیویدسن (به انگلیسی: Davidson Field) یک فرودگاه خصوصی است که یک باند فرود چمن دارد و طول باند آن ۷۶۲ متر است. این فرودگاه در شهر جفرسون، اورگن کشور ایالات متحده آمریکا قرار دارد و در ارتفاع ۵۷ متری از سطح دریا واقع شده‌است.